# スティーヴ・クラーク
スティーヴ・クラーク（Steve Clark、1960年4月23日 - 1991年1月8日）は、イギリスのギタリスト。シェフィールド出身。アルコール中毒で亡くなるまでデフ・レパードのメンバーであった。
| スタブアイコン | サブスタブ | この項目は、まだ閲覧者の調べものの参照としては役立たない、音楽関係者（バンド等）に関連した書きかけの項目です。この項目を加筆・訂正などしてくださる協力者を求めています（P:音楽/PJ:芸能人）。 |